# Майк Лівітт
Майкл Окерлунд Лівітт (англ. Michael Okerlund Leavitt; нар. 11 лютого 1951, Сідар-Сіті, Юта) — американський політик-республіканець. Був 20-м міністром охорони здоров'я і соціальних служб США з 2005 по 2009.
Лівітт має ступінь бакалавра Південного університету Юти. Він одружений з Джакалін Сміт і є батьком п'ятьох дітей. Лівітт належить до Церкви Ісуса Христа Святих останніх днів (мормонів).
Губернатор штату Юта з 1993 по 2003, адміністратор Управління з охорони довкілля США (EPA) з 2003 по 2005.